# Heinkel He 58
Хейнкель He 58 (нем. Heinkel He 58) — немецкий почтовый самолёт.
HE 58 был построен в 1930 году по заказу компаний Norddeutsche Lloyd и Lufthansa для перевозки почты вместе с Heinkel HE 12. HE 58 представлял собой двухместный низкоплан, оснащенный двигателем Pratt & Whitney Hornet мощностью 450 л. с. Самолёт мог перевозить до 200 килограмм почты. Главными отличиями HE 58 от HE 12 были увеличенные размеры и новая кабина. Самолёт был передан на эксплуатацию в августе 1930 года и до конца года совершил четыре трансатлантических рейса. В 1931 году HE 58 совершил 15 рейсов, а в 1932 году ещё 18. В 1933 году самолёт был заменен на Ju.46.